# Adolf Molter
Pour les articles homonymes, voir Molter.
Adolf Molter, né le 14 mai 1896 à Anvers et décédé le 16 mars 1975 fut un homme politique belge, membre du parti ouvrier belge, ensuite du PSB. 
Fils du couple allemand émigré Carl Molter et Susanna Knugely, il obtint la nationalité belge en 1926. D'abord employé, il devient journaliste auprès de Volksgazet et ensuite secrétaire de rédaction, avant de passer rédacteur en chef en succédant à Camille Huysmans. En 1952 il devint sénateur coopté en remplacement de Paul De Groote, démissionnaire. Dès 1940, il fut premier échevin d'Anvers, poste qu'il quitta en septembre 1942 pour protester contre la chasse aux juifs. 

## Sources
- Notice biographique